# Monade (Kategorientheorie)
Eine Monade ist im mathematischen Teilgebiet der Kategorientheorie eine Struktur, die gewisse formale Ähnlichkeit mit den Monoiden der Algebra aufweist.

## Definition
Eine Monade ist ein Tripel {\displaystyle (T,\eta ,\mu )} aus
- einem Funktor {\displaystyle T} von einer Kategorie {\displaystyle {\mathcal {C}}} in sich selbst, das heißt
{\displaystyle T\colon {\mathcal {C}}\to {\mathcal {C}}}
- einer natürlichen Transformation {\displaystyle \eta \colon 1_{\mathcal {C}}\to T} (dabei steht {\displaystyle 1_{\mathcal {C}}} für den Identitätsfunktor {\displaystyle {\mathcal {C}}\to {\mathcal {C}}})
- einer natürlichen Transformation {\displaystyle \mu \colon T^{2}\to T} (dabei steht {\displaystyle T^{2}} für {\displaystyle T\circ T}),

so dass die folgenden Bedingungen, die man auch die Axiome der Monade nennt, erfüllt sind:
- {\displaystyle \mu \circ T\mu =\mu \circ \mu T}, das heißt das folgende Diagramm kommutiert:

- {\displaystyle \mu \circ \eta T=\mu \circ T\eta =1}, das heißt das folgende Diagramm kommutiert:

Explizit bedeutet die Kommutativität der Diagramme, dass für jedes Objekt {\displaystyle X} in {\displaystyle {\mathcal {C}}} die beiden Diagramme
   und   
kommutieren.
Dabei sind {\displaystyle T\mu } und {\displaystyle \mu T} die durch {\displaystyle (T\mu )_{X}\colon =T(\mu _{X})} und {\displaystyle (\mu T)_{X}:=\mu _{T(X)}} definierten natürlichen Transformationen, entsprechendes gilt für {\displaystyle T\eta } und {\displaystyle \eta T}.
Die natürlichen Transformationen {\displaystyle \eta } und {\displaystyle \mu } nennt man auch Einheit und Multiplikation der Monade.

## Beispiel Listen
Ein Beispiel für eine Monade sind Listen. Es bezeichne {\displaystyle [x_{1},\dotsc ,x_{n}]} die Liste mit den Elementen {\displaystyle x_{1}} bis {\displaystyle x_{n}}, wobei mit {\displaystyle n=0} auch die leere Liste zugelassen ist. Listen sind Tupel, die wir hier der Übersichtlichkeit wegen mit eckigen Klammern schreiben. Das folgende Tripel {\displaystyle (T,\eta ,\mu )} ist eine Monade in der Kategorie der Mengen {\displaystyle \mathbf {Set} }:
Der Listen-Funktor
- Für ein Objekt {\displaystyle X} aus {\displaystyle \mathbf {Set} }, das heißt für eine Menge {\displaystyle X}, sei {\displaystyle T(X)=\{[x_{1},\dotsc ,x_{n}]\mid n\in \mathbb {N} ,x_{1},\dotsc ,x_{n}\in X\}} die Menge aller endlichen Listen, deren Elemente aus {\displaystyle X} kommen.
- Für eine Abbildung {\displaystyle f\colon X\to Y} zwischen zwei Mengen sei  {\displaystyle T(f)\colon T(X)\to T(Y)} zwischen den Listenmengen durch {\displaystyle T(f)([x_{1},\dotsc ,x_{n}])=[f(x_{1}),\dotsc ,f(x_{n})]} definiert.

Einheit und Multiplikation
- Die Einheit {\displaystyle \eta } sei definiert durch {\displaystyle \eta _{X}(x)=[x]}, das ist die Konstruktion einelementiger Listen.
- Die Multiplikation ist die Konkatenation von Listen: {\displaystyle \mu _{X}([l_{1},\dotsc ,l_{n}])=l_{1}\dotsm l_{n}}, also {\displaystyle \mu _{X}([[x_{11},\dotsc ,x_{1m_{1}}],\dotsc ,[x_{n1},\dotsc ,x_{nm_{n}}]])=[x_{11},\dotsc ,x_{1m_{1}},\dotsc ,x_{n1},\dotsc ,x_{nm_{n}}]} – dies ist gewissermaßen das (einstufige) Zusammenfügen einer Liste von Listen zu einer Liste.

Diese Daten erfüllen die Definition der Monade.
- Die Gleichung {\displaystyle \mu \circ T\mu =\mu \circ \mu T} bedeutet für eine Liste von Listen von Listen  {\displaystyle l\in T(T(T(X)))}, dass {\displaystyle \mu _{X}(T(\mu _{X})(l))=\mu _{X}(\mu _{T(X)}(l))}, das heißt, dass es bei mehrfach verschachtelten Listen egal ist, ob diese von innen oder von außen beginnend zu einer zusammengefügt werden. Betrachte zum Beispiel {\displaystyle l=[[[x,y],[x]],[[x,y,z],[x,x]]]}, wobei {\displaystyle x,y,z\in X} seien. Das ist die Liste der beiden Listen von Listen {\displaystyle [[x,y],[x]]} und  {\displaystyle [[x,y,z],[x,x]]}, die ihrerseits aus den Listen {\displaystyle [x,y]} und {\displaystyle [x]} bzw. {\displaystyle [x,y,z]} und {\displaystyle [x,x]} bestehen. Dann ist

{\displaystyle \mu _{X}(T(\mu _{X})(l))=\mu _{X}([[x,y,x],[x,y,z,x,x]])=[x,y,x,x,y,z,x,x]} und
{\displaystyle \mu _{X}(\mu _{T(X)}(l))=\mu _{X}([[x,y],[x],[x,y,z],[x,x]])=[x,y,x,x,y,z,x,x]}.
- Das zweite Axiom besagt in diesem Beispiel, dass jede Liste durch Zusammenfügen einelementiger Listen entsteht:

{\displaystyle \mu _{X}(\eta _{T(X)}([x_{1},\dotsc ,x_{n}]))=\mu _{X}([[x_{1},\dotsc ,x_{n}]])=[x_{1},\dotsc ,x_{n}]=\mu _{X}([[x_{1}],\dotsc ,[x_{n}]])=\mu _{X}(T(\eta _{X})([x_{1},\dotsc ,x_{n}]))}.
In einer algebraischen Sichtweise ist {\displaystyle T(X)} die unterliegende Menge des freien Monoids über {\displaystyle X}. Die Einheit {\displaystyle \eta _{X}} bettet das Erzeugendensystem in den Monoid ein, die Multiplikation {\displaystyle \mu _{X}} ist die Monoidmultiplikation.

## Eilenberg-Moore-Algebren
Ist {\displaystyle (T\colon {\mathcal {C}}\to {\mathcal {C}},\eta ,\mu )} eine Monade, so ist ein Paar {\displaystyle (A,\alpha \colon T(A)\to A)} eine Eilenberg-Moore-Algebra (auch einfach nur Algebra genannt) für diese Monade, wenn die Gleichungen
- {\displaystyle \alpha \circ \eta _{A}=1_{A}} und
- {\displaystyle \alpha \circ \mu _{A}=\alpha \circ T(\alpha )}

gelten, das heißt, wenn die folgenden beiden Diagramme kommutieren:
Ein Homomorphismus von {\displaystyle (A,\alpha )} nach {\displaystyle (B,\beta )} ist ein Pfeil {\displaystyle h\colon A\to B} in {\displaystyle {\mathcal {C}}} mit {\displaystyle h\circ \alpha =\beta \circ T(h)}, das heißt, dass nachstehendes Diagramm kommutiert:
Für beliebige Objekte {\displaystyle X} aus {\displaystyle {\mathcal {C}}} ist daher z. B. {\displaystyle (T(X),\mu _{X})} eine Algebra, und {\displaystyle \mu _{X}} ist ein Homomorphismus von {\displaystyle (T(T(X)),\mu _{T(X)})} nach {\displaystyle (T(X),\mu _{X})}. Im obigen Beispiel der Listen sind die Algebren {\displaystyle (A,\alpha \colon TA\to A)} genau die Monoide {\displaystyle A} und {\displaystyle \alpha } multipliziert alle Elemente der Liste.
Die Eilenberg-Moore-Algebren zur Monade {\displaystyle T} bilden mit den angegebenen Homomorphismen eine Kategorie, die man die Kategorie der {\displaystyle T}-Algebren nennt und mit {\displaystyle {\mathcal {C}}^{T}} bezeichnet.
Im Falle der Listen-Monade {\displaystyle T} ist also {\displaystyle \mathbf {Set} ^{T}} die Kategorie der Monoide.

## Weitere Beispiele

### Linearkombinationen
Es sei {\displaystyle K} ein Körper. Legt man für Mengen {\displaystyle X} fest, dass {\displaystyle L(X):=\{v\colon X\to K\mid v^{-1}(K\setminus \{0\}){\text{ endlich}}\}} sei, also (eine Kodierung für) die Menge der formalen {\displaystyle K}-Linearkombinationen von Elementen von {\displaystyle X}, lässt sich {\displaystyle L} als Objektabbildung eines Funktors {\displaystyle L\colon \mathbf {Set} \to \mathbf {Set} } auffassen, dessen Pfeilabbildung einer Funktion {\displaystyle f\colon X\to Y} die Funktion {\displaystyle L(f)\colon L(X)\to L(Y)}, mit {\displaystyle L(f)(v)(y):=\sum _{x\in f^{-1}(\{y\})}v(x)}, zuordnet.
{\displaystyle L(X)} trägt eine naheliegende Vektorraumstruktur: Für {\displaystyle \lambda \in K} und {\displaystyle v\in L(X)} ist {\displaystyle \lambda \cdot v}, definiert durch {\displaystyle (\lambda \cdot v)(x):=\lambda \cdot v(x)}, wieder Element von {\displaystyle L(X)}, und für {\displaystyle v,w\in L(X)} ist {\displaystyle v+w}, definiert durch {\displaystyle (v+w)(x):=v(x)+w(x)}, ebenfalls wieder Element von {\displaystyle L(X)}.
Der Funktor {\displaystyle L} wird zusammen mit den Festlegungen
- {\displaystyle \eta _{X}(x)(y):={\begin{cases}1&x=y\\0&{\text{sonst}}\end{cases}}}
- {\displaystyle \mu _{X}(l):=\sum _{v\in l^{-1}(K\setminus \{0\})}l(v)\cdot v}

(hier verwenden wir der Übersichtlichkeit halber {\displaystyle +} und {\displaystyle \cdot } aus dem vorangegangenen Satz)
zu einer Monade {\displaystyle \mathbf {Set} \to \mathbf {Set} }. {\displaystyle \mu _{X}} berechnet dabei auf naheliegende Weise aus einer Linearkombination von Linearkombinationen von Elementen von {\displaystyle X} die entsprechende Zusammenfassung als Linearkombination von Elementen von {\displaystyle X}.
Die Algebren der Monade {\displaystyle (L,\eta ,\mu )} sind gerade {\displaystyle K}-Vektorräume, in der zur Monade gehörenden Kleisli-Kategorie sind die Pfeile {\displaystyle X\to Y} gerade (Mengen-indizierte) {\displaystyle X}-{\displaystyle Y}-Matrizen, die sich als Codes für lineare Abbildungen vom freien Vektorraum über {\displaystyle X} zum freien Vektorraum über {\displaystyle Y} auffassen lassen.

### Dcpos
Der Endofunktor {\displaystyle \mathrm {Idl} \colon \mathbf {Pos} \to \mathbf {Pos} } auf der Kategorie der partiell geordneten Mengen und monotonen Abbildungen ordne jedem {\displaystyle (A,\leq )} die partiell geordnete Menge {\displaystyle (\mathrm {Idl} (A),\subseteq )} der Ordnungsideale in {\displaystyle A} zu.
Seine Wirkung auf monotonen Abbildungen {\displaystyle f\colon A\to B} sei {\displaystyle \mathrm {Idl} (f)\colon I\mapsto {\downarrow }\{f(a)\mid a\in I\}}. Für eine partiell geordnete Menge {\displaystyle X} und eine Teilmenge {\displaystyle U\subseteq X} ist hierbei {\displaystyle {\downarrow }U:=\{x\in X\mid \exists u\in U.\ x\leq u\}}.
Die Abbildungsfamilien {\displaystyle \mu _{A}\colon {\mathcal {I}}\mapsto \bigcup {\mathcal {I}}} und {\displaystyle \eta _{A}\colon a\mapsto {\downarrow }\{a\}} ergänzen den Funktor {\displaystyle \mathrm {Idl} } zu einer Monade.
Die Strukturabbildung {\displaystyle \alpha } einer {\displaystyle \mathrm {Idl} }-Algebra {\displaystyle (A,\alpha \colon \mathrm {Idl} (A)\to A)} ist nun gerade {\displaystyle I\mapsto \sup I}.
Jedes Ideal in {\displaystyle A} (und somit jede gerichtete Teilmenge) hat also ein Supremum in {\displaystyle A}. Das heißt, eine {\displaystyle \mathrm {Idl} }-Algebra ist dasselbe wie eine Dcpo.
Ein Homomorphismus von {\displaystyle \mathrm {Idl} }-Algebren ist eine Scott-stetige Abbildung.

## Adjungierte Funktoren
Ist ein Funktor {\displaystyle F\colon {\mathcal {C}}\to {\mathcal {D}}} zu einem Funktor {\displaystyle G\colon {\mathcal {D}}\to {\mathcal {C}}} linksadjungiert, und sind
{\displaystyle \eta \colon 1_{\mathcal {C}}\to GF} bzw. {\displaystyle \varepsilon \colon FG\to 1_{\mathcal {D}}}
Einheit bzw. Koeinheit der Adjunktion, so ist {\displaystyle (T,\eta ,\mu )} mit
- {\displaystyle T=GF\colon {\mathcal {C}}\to {\mathcal {C}}}
- {\displaystyle \mu =G\varepsilon F,} also {\displaystyle \mu _{X}=G(\varepsilon _{F(X)})} für Objekte {\displaystyle X\in \mathrm {Ob} ({\mathcal {C}})}

eine Monade.
Dies ist im gewissen Sinn auch schon das einzige Beispiel, da jede Monade auf diese Weise entsteht, jedenfalls bis auf Isomorphie:
Die Tripel {\displaystyle ({\mathcal {D}},F,G)} mit {\displaystyle F\colon {\mathcal {C}}\to {\mathcal {D}}}, {\displaystyle G\colon {\mathcal {D}}\to {\mathcal {C}}}, {\displaystyle GF=T} und {\displaystyle F\dashv G} sind Objekte einer Kategorie {\displaystyle {\mathfrak {A}}}. In dieser Kategorie ist ein Morphismus von {\displaystyle ({\mathcal {D}}_{1},F_{1},G_{1})} nach {\displaystyle ({\mathcal {D}}_{2},F_{2},G_{2})} ein Funktor {\displaystyle K\colon {\mathcal {D}}_{1}\to {\mathcal {D}}_{2}}, für den {\displaystyle KF_{1}=F_{2}} und {\displaystyle G_{2}K=G_{1}} gelten.
Anfangsobjekt in {\displaystyle {\mathfrak {A}}} ist {\displaystyle ({\mathcal {C}}_{T},F_{T},G_{T})}, wobei {\displaystyle {\mathcal {C}}_{T}} die Kleisli-Kategorie zu {\displaystyle T} ist.
{\displaystyle F_{T}X:=X}, für {\displaystyle f\in {\mathcal {C}}(X,Y)} ist {\displaystyle F_{T}(f):=\eta _{Y}\circ f}.
{\displaystyle G_{T}X:=TX}, für {\displaystyle f\in {\mathcal {C}}_{T}(X,Y)} ist {\displaystyle G_{T}(f):=\mu _{Y}\circ T(f)}.
Endobjekt in {\displaystyle {\mathfrak {A}}} ist {\displaystyle ({\mathcal {C}}^{T},F^{T},G^{T})} wobei {\displaystyle {\mathcal {C}}^{T}} die Kategorie der Eilenberg-Moore-Algebren zu {\displaystyle T} ist.
{\displaystyle F^{T}X:=(TX,\mu _{X})}, für {\displaystyle f\in {\mathcal {C}}(X,Y)} ist {\displaystyle F^{T}(f):=T(f)}.
{\displaystyle G^{T}(X,\alpha ):=X}, {\displaystyle G^{T}(f):=f}.
Für eine vorgegebene Adjunktion {\displaystyle F\dashv G} gibt es daher eindeutig existierende Funktoren {\displaystyle J} und {\displaystyle K} wie im nachfolgenden Diagramm, so dass die oben genannten Gleichungen bestehen, das heißt {\displaystyle JF_{T}=F}, {\displaystyle GJ=G_{T}}, {\displaystyle KF=F^{T}} und {\displaystyle G^{T}K=G}
Den Funktor {\displaystyle K} nennt man auch den Vergleichsfunktor, weil der die Kategorie {\displaystyle {\mathcal {D}}} mit einer Kategorie von Algebren vergleicht.
Man nennt die Adjunktion {\displaystyle F\dashv G} monadisch, wenn der Vergleichsfunktor eine Äquivalenz {\displaystyle {\mathcal {D}}\simeq {\mathcal {C}}^{T}} ist. Man nennt einen Funktor {\displaystyle G} monadisch, wenn es eine Linksadjungierte {\displaystyle F} gibt, so dass die Adjunktion {\displaystyle F\dashv G} monadisch ist.

## Anwendung in der Informatik
Monaden werden in der Informatik, besonders in funktionalen Programmiersprachen u. a. zur Abstraktion von Nebeneffekten verwendet. Es ist Haskell hervorzuheben, wo Monaden zur Integration von Ein- und Ausgabe in die sonst komplett von Seiteneffekten freie Sprache verwendet werden. Siehe dazu auch Monade (Informatik).